# I Wanna Be Your Lover/Action
I Wanna Be Your Lover/Action è un singolo del duo musicale italiano La Bionda, pubblicato nel 1980 come unico estratto dall'album omonimo.

## Tracce
7" – BR 50229 (Italia)
- Lato A

1. I Wanna Be Your Lover – 3:05

- Lato B

1. Action – 3:57

## Classifiche

### Classifiche settimanali
| Classifica (1981) | Posizione massima |
| ----------------- | ----------------- |
| Italia            | 17                |

### Classifiche di fine anno
| Classifica (1981) | Posizione |
| ----------------- | --------- |
| Italia            | 51        |